# AEGON Trophy 2009
Die AEGON Trophy 2009 war ein Tennisturnier der ATP Challenger Tour 2009 für Herren und ein Tennisturnier des ITF Women’s Circuit 2009 für Damen in Nottingham. Sie fanden zeitgleich vom 30. Mai bis 7. Juni 2009 statt.